# ایگور کاچوروفسکی
ایگور کاچوروفسکی (انگلیسی: Igor Kaczurowskyj; ۱ سپتامبر ۱۹۱۸ – ۱۸ ژوئیهٔ ۲۰۱۳) شاعر، مترجم، رمان نویس و داستان نویس، منتقد ادبی، مربی، روزنامه‌نگار اهل اوکراین بود.